# Streptocarpus michelmorei
Streptocarpus michelmorei är en tvåhjärtbladig växtart som beskrevs av Brian Laurence Burtt. Streptocarpus michelmorei ingår i släktet Streptocarpus och familjen Gesneriaceae. Inga underarter finns listade i Catalogue of Life.